# Henri Langerock
Pour les articles homonymes, voir Langerock.
Henri Charles Langerock, né à Gand le 29 janvier 1830 et mort à Marseille le 21 décembre 1915, est un peintre et photographe belge.

## Biographie
Henri Charles Langerock se forma à l'École des Beaux-Arts de Gand. Il passa une partie de sa vie en France, principalement à Paris et Marseille, où il fut reconnu comme un maître du paysage, des scènes bucoliques et des atmosphères de sous-bois, mais séjourna aussi plusieurs années en Italie, en Afrique et en Amérique du Sud, où il peignit de nombreuses toiles de paysages et de scènes exotiques ou orientalistes.
Dans un genre alliant peinture et grand spectacle, son nom est par ailleurs associé à au moins trois Panoramas, dont celui de la Bataille de Tell-el-Kébir, présenté à Londres en 1884, et celui de La Ville de Rio de Janeiro, présenté à Bruxelles en 1888, à Paris en 1889 et au Brésil en 1891.
On lui doit dans la même veine des Dioramas, tels Village indien de l'Amérique du Sud, exposé en 1889 place Poelaert à Bruxelles, et Le continent mystérieux ou Stanley dans les Ténèbres de l'Afrique, une des attractions de l'Exposition Universelle d'Anvers de 1894.
Il exerça également comme photographe, assistant de Nadar puis successeur de Numa Blanc (de) en son atelier du 29, boulevard des Italiens à Paris. Portraitiste mais aussi photographe de la nature et de l'agriculture, il se signala notamment comme initiateur de la retouche photographique et inventeur du système, breveté en 1865, qui porte son nom : « ce procédé de "portraits peints" photographiques permettait de rajeunir ou vieillir le sujet, de lui prêter un costume et/ou une pilosité différents, voire une occupation spéciale ou un mobilier particulier, le tout ayant absolument l'air, sur un papier immaculé, d'être une simple photographie ».
Il meurt à Marseille le 21 décembre 1915.

## Le style de Langerock
À l'École des Beaux-Arts de Gand, le jeune Langerock suivit tout d'abord les enseignements de Hendrik Van der Haert (1790-1846), qui l'initia à la gravure et le sensibilisa à une facture néoclassique du portrait. Il poursuivit ensuite sa formation picturale avec Jean Van der Plaetsen (1808-1857), un maître des scènes de genre, et apprit les techniques de la lithographie auprès d'Auguste Van den Steene (1803-1870) et Théodore Joseph Canneel (1817-1892).
Néanmoins, rêvant de découvrir le monde, il quitta Gand dès l'âge de seize ans, mettant fin à son cursus académique.

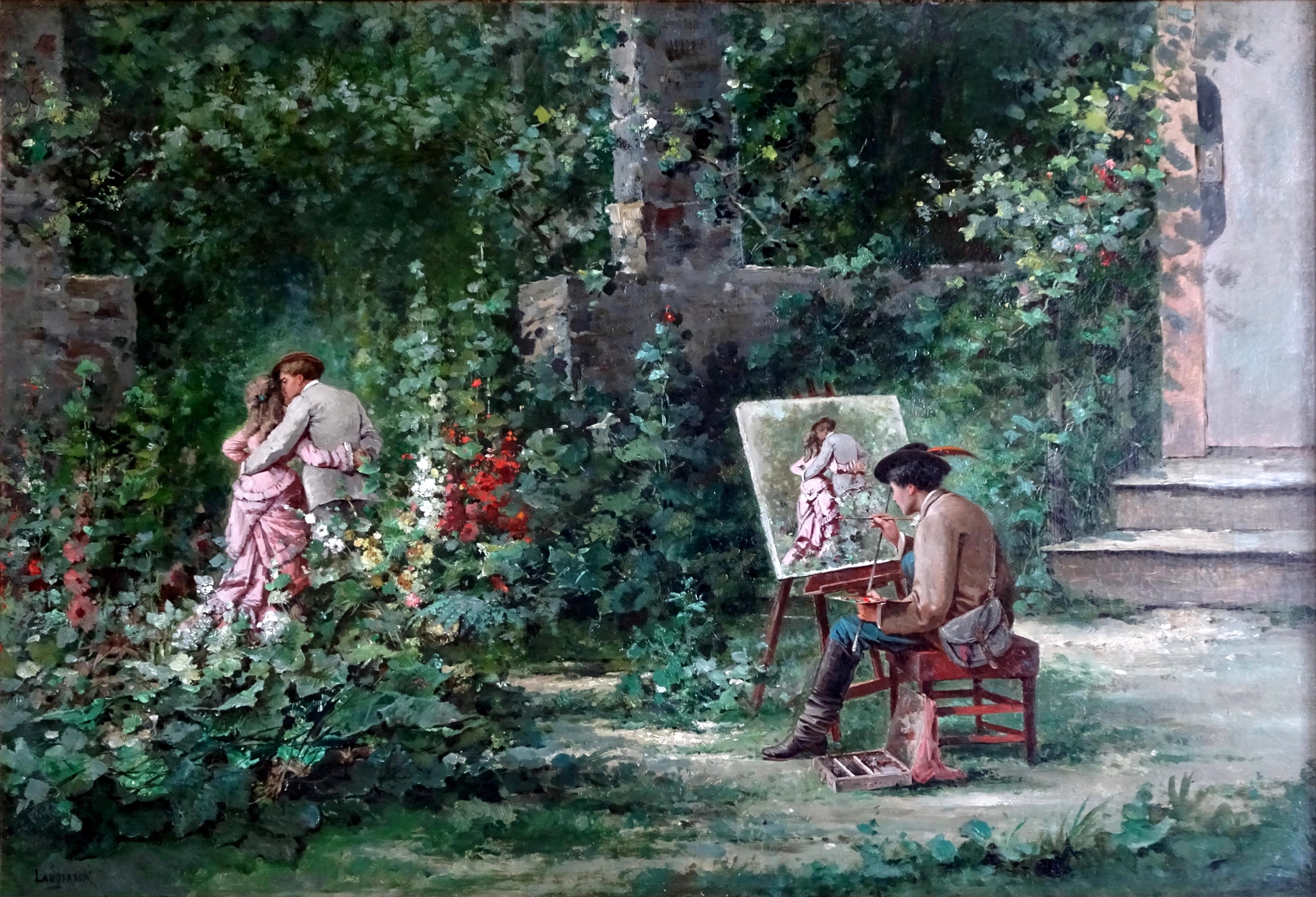
Le modèle amoureux
Huile sur toile (50,5 cm x 73,5 cm).

Les enseignements pratiques déjà reçus lui permirent de gagner sa vie, dès ses débuts à Paris, dans des ateliers de gravure et de lithographie.

En revanche le style pictural de Langerock devra peu à sa formation initiale : il se personnalisera et s'affirmera au fil des ans à partir de ses propres expérimentations, de sa propension à l'exactitude de l'observation et du rendu, aiguisée par son œil de photographe, et de ses propres goûts esthétiques tel son attrait pour l'œuvre de Corot.

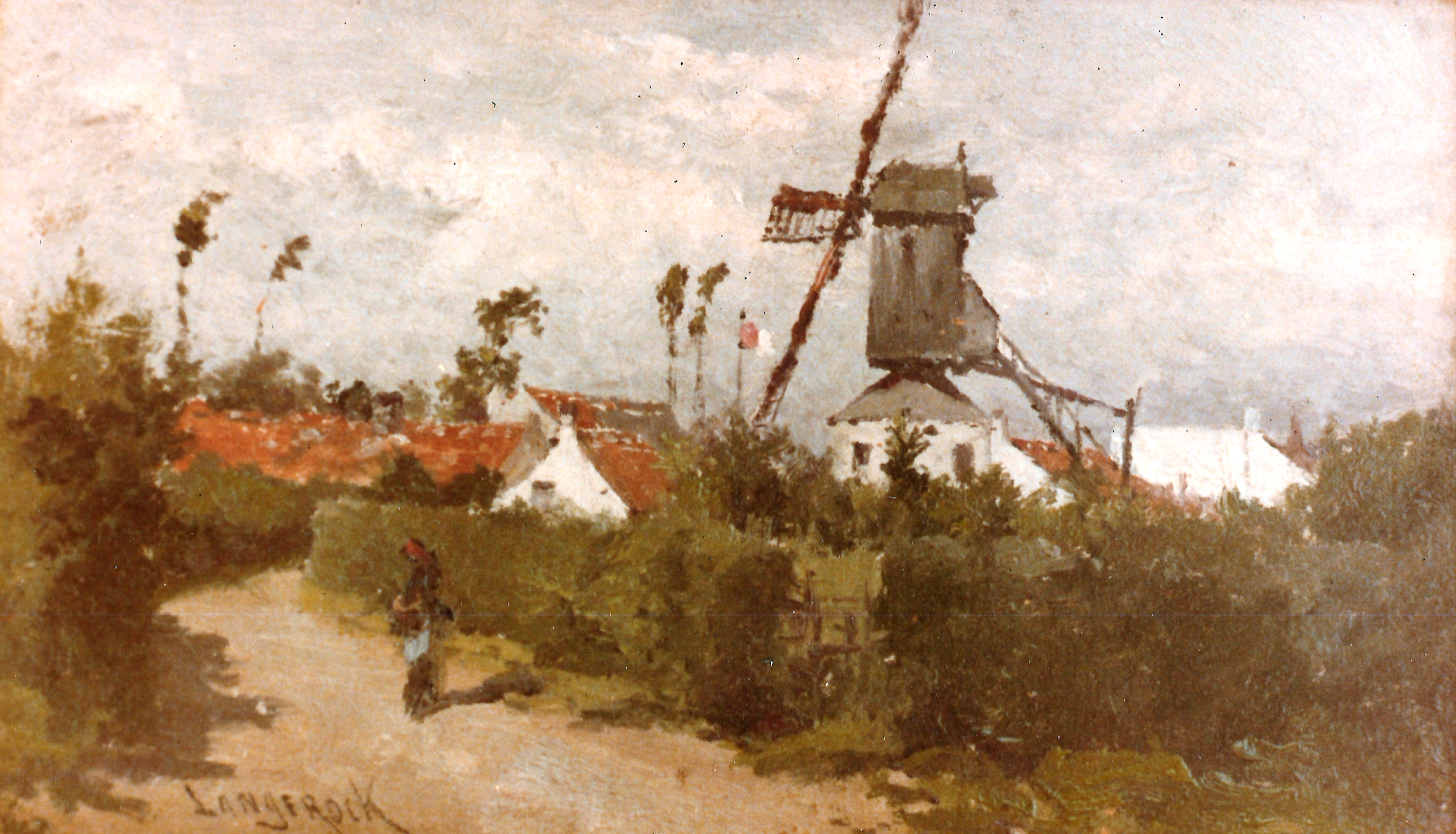
Moulin près de Liège
Huile sur carton (14 cm x 23 cm)
Dédicace du peintre au dos :
« À mon petit Loulou » (son petit-fils Louis Léon Pasteur).

Voici comment l'écrivain et historien d'art brésilien Luiz Gonzaga Duque Estrada décrit le style du peintre Langerock :

« Le paysage, les costumes et les attitudes des personnages rappelaient les tableaux de Watteau et de Boucher. Et c'était pour ce genre, un tant soit peu modifié par les influences du temps présent, que M. Langerock ressentait une réelle prédilection. Il y avait dans son style, plus gracieux et délicat que proprement maniéré, un je ne sais quoi de ces élégants décorateurs des époques de la Montespan et de la Pompadour. Et néanmoins, au-delà du ton décoratif de sa peinture, une inexprimable et suave poésie transparaissait dans ses travaux, bien caractéristiques d'une personnalité qui ne pouvait se confondre avec le commun des mortels. »

Le critique et historien d'art Louis de Fourcaud caractérise le tableau Les Dénicheurs présenté au Salon de Paris de 1877, dans un texte où transparaissent aussi les goûts et les conceptions artistiques en matière de paysage de cette seconde moitié du XIXe siècle :

« L'art du paysage se résume en trois formules fondamentales : le terrain, l'arbre et le ciel.

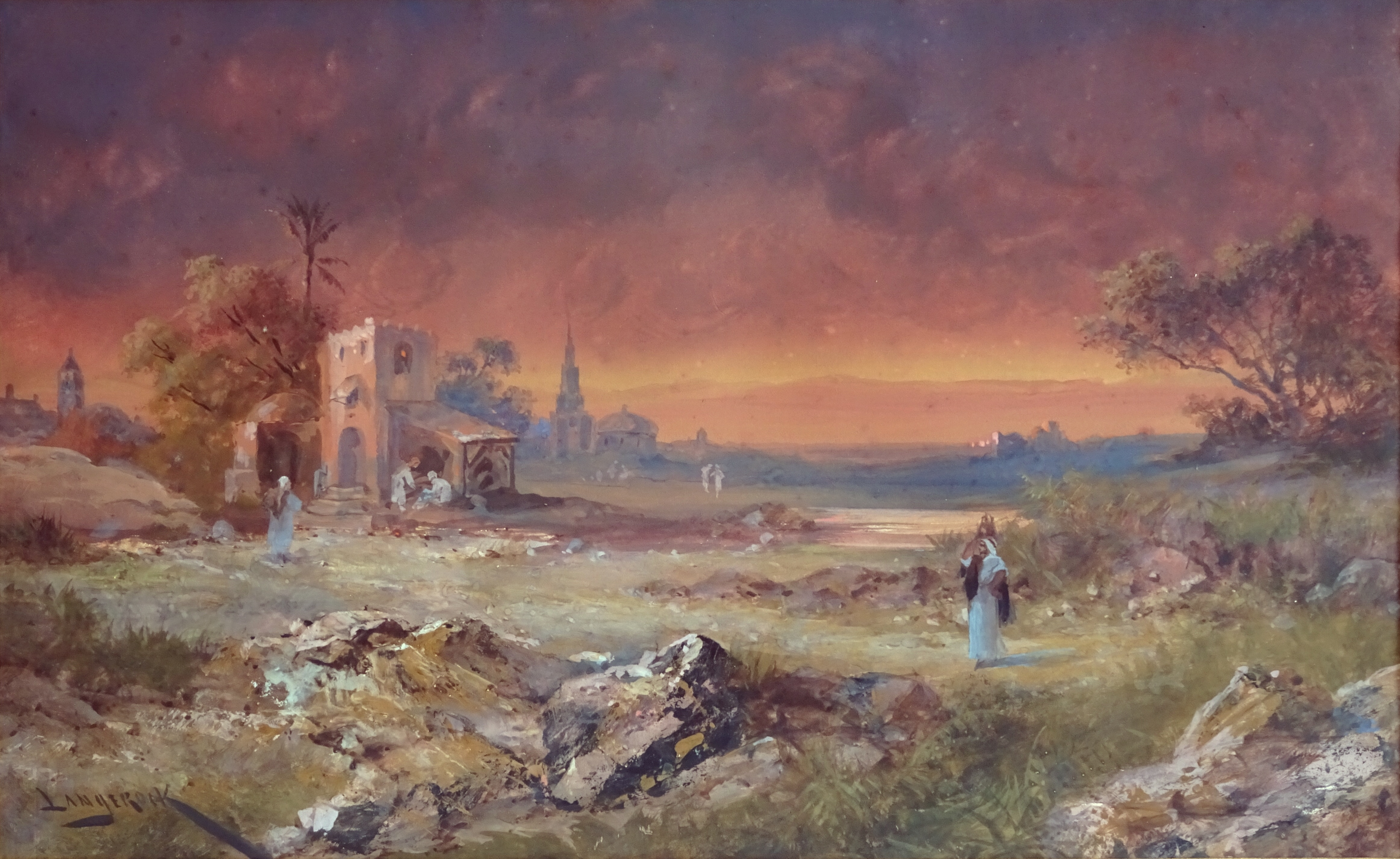
Le soir près d'Héliopolis (vers 1905)
Aquarelle gouachée (25,5 cm x 47 cm).

A ce titre, les tableaux de M. Langerock sont particulièrement dignes d'intérêt.
Celui-là sait son arbre. Il le connaît non seulement en naturaliste ; mais encore au point de vue de l'anatomie du peintre - je crois pouvoir employer ce terme dans l'ordre général, tant la structure et la physiologie de l'arbre exigent une connaissance spéciale.
Ce savoir, M. Langerock le possède d'une manière absolue.
Dans la forêt, il est chez lui : le hêtre, le bouleau, le chêne sont ses intimes. Il a observé leurs mœurs en toute saison et son pinceau, d'une incomparable sécurité, ne se trompera jamais dans le sens ou dans la figuration d'une touche quand il s'agira d'une écorce, d'une masse de feuillage, d'une déchirure de lumière dans des embranchements.

Bien que ses ciels soient d'une facture robuste, ils ont toujours leur qualité relative de solidité, leur valeur aérienne, et ce n'est point à lui qu'on pourrait faire la critique d'enrocher ses horizons pour indiquer vaguement ses terrains dans des brumes.
Le tableau des Dénicheurs révèle chez M. Langerock la préoccupation des gris lumineux en pleine forêt, et il a remarquablement réussi à rendre les poudroiements de soleil si blonds, si argentés, dont les arbres des jeunes taillis se trempent au printemps.

Il faut savoir gré à M. Langerock d'avoir animé ses paysages par des scènes et des figures que les paysagistes ont depuis trop longtemps le tort de négliger. Ses petits tableaux de genre en pleine forêt sont exquis d'attitude, de justesse et d'esprit. »

## Salons et expositions

Le Passeur (présenté au Salon de Paris 1873 sous le titre : Souvenir des Vosges)
Huile sur toile (110 cm x 162 cm)
Collection du Musée de Picardie, Amiens. Photo du Musée de Picardie.

- Exposition nationale de Lyon 1854 : première toile achetée 500 francs par la Commission, véritable pied à l'étrier pour le jeune peintre.
- Expositions à Paris, en Belgique et à Laval, Toulon, Moulins, Bourges, Amiens, Montpellier, Alger, Nevers, Rouen, Chaumont etc. à partir de 1854
- Salon de Paris 1873, Souvenir des Vosges (1,10 × 1,62 m) acquis en 1876 par le Musée de Picardie sous le titre le Passeur et loué en ces termes par Théodore de Banville[13] :

« Encore un très beau paysage, mais d'arbres et de frondaisons, celui-là, est le Souvenir des Vosges de M. Langerock. Ce sont de vastes, profondes, inextricables feuillées, océans et montagnes de verdures, demi obscures et demi ensoleillées, s'ouvrant sur des lointains clairs et donnant l'idée d'une forêt éternelle qui ne finirait jamais, d'une Brocéliande où nous retiendrait sans espoir le sourire adoré de Viviane ! - Sous les ramures est une eau sombre et transparente sur laquelle, dans un bateau plat, glisse une petite femme à corsage rouge. Bel hymne à ce que le poëte dont j'ai parlé tout à l'heure nommait dédaigneusement : « le végétal irrégulier ». »

- Salon de Paris 1875, La Reine Blanche
- Salon de Paris 1876, série de dessins, pastels, gouaches
- Salon de Paris 1877, Les Dénicheurs
- Salon triennal de Gand 1877 : Les bords de l'Ardèche, Le Pécheur au gué (acquis par le Roi des Belges)
- Exposition universelle de Paris de 1889 : Médaille d'Or de la catégorie "Applications usuelles des arts du dessin et de la plastique" partagée avec le peintre brésilien Victor Meirelles pour leur œuvre conjointe, le Panorama de la Ville de Rio de Janeiro, gigantesque peinture de 14,50 m de haut sur 115 m de circonférence présentée au public sur la face intérieure d'une rotonde spécialement construite à cet effet au 80, avenue de Suffren[15].

Ce panorama a été intégralement perdu, hormis les six Etudes préliminaires en taille réduite peintes par les deux artistes (Museu Nacional de Belas Artes, Rio de Janeiro), lesquelles en reconstituent du moins par juxtaposition la vue complète à 360°. L'ayant visité à l'Exposition universelle de Paris de 1889, l'historien d'art Germain Bapst en fait la description suivante :

« Le panorama de MM. Meirelles et Langerock représentant la Vue de Rio de Janeiro par un coucher de soleil (...) est plein de charme le soir. Le spectateur se trouve sur une colline, entre la ville et les montagnes qui forment amphithéâtre autour d'elle ; devant la ville, il y a la rade. Les fonds sont bien rendus et les montagnes verdoyantes forment contraste avec les eaux bleues de la mer. La ville, ses constructions, ses rues, ses monuments, se présentent bien à la vue du spectateur. Ce panorama est traité avec les procédés de décoration de Ciceri ; certains effets sont rendus par des épaisseurs de peinture qui forment en quelque sorte bas-relief ; mais l'ensemble, répétons-le, est agréable. »

Depuis le début du 21e siècle, ce panorama donne lieu à de nombreux travaux de recherches universitaires,,.
- Exposition Universelle d'Anvers de 1894 : Diorama Le continent mystérieux ou Stanley dans les Ténèbres de l'Afrique, réalisé à la suite d'un voyage d'exploration au Congo Belge[5].

- Après ses séjours en Égypte, au Brésil (1878-1885) et en Afrique noire, participation régulière au Salon de Paris jusqu'en 1901.

## Collections publiques et privées (peinture)
- Musées : Amiens - Le Passeur ; Mulhouse - Paysage ; Saint-Brieuc - Ruisseau ; Valence - Paysage avec figures ; Rio de Janeiro - Vallée de Valmeront (acquisition de l'Empereur Don Pedro pour le Musée de sa capitale) ; Chambre de Commerce de Saint-Quentin - La route de Malompize et Ferme en Hollande ; Université libre de Bruxelles - Archives, patrimoine, réserve précieuse - Les Bûcherons.

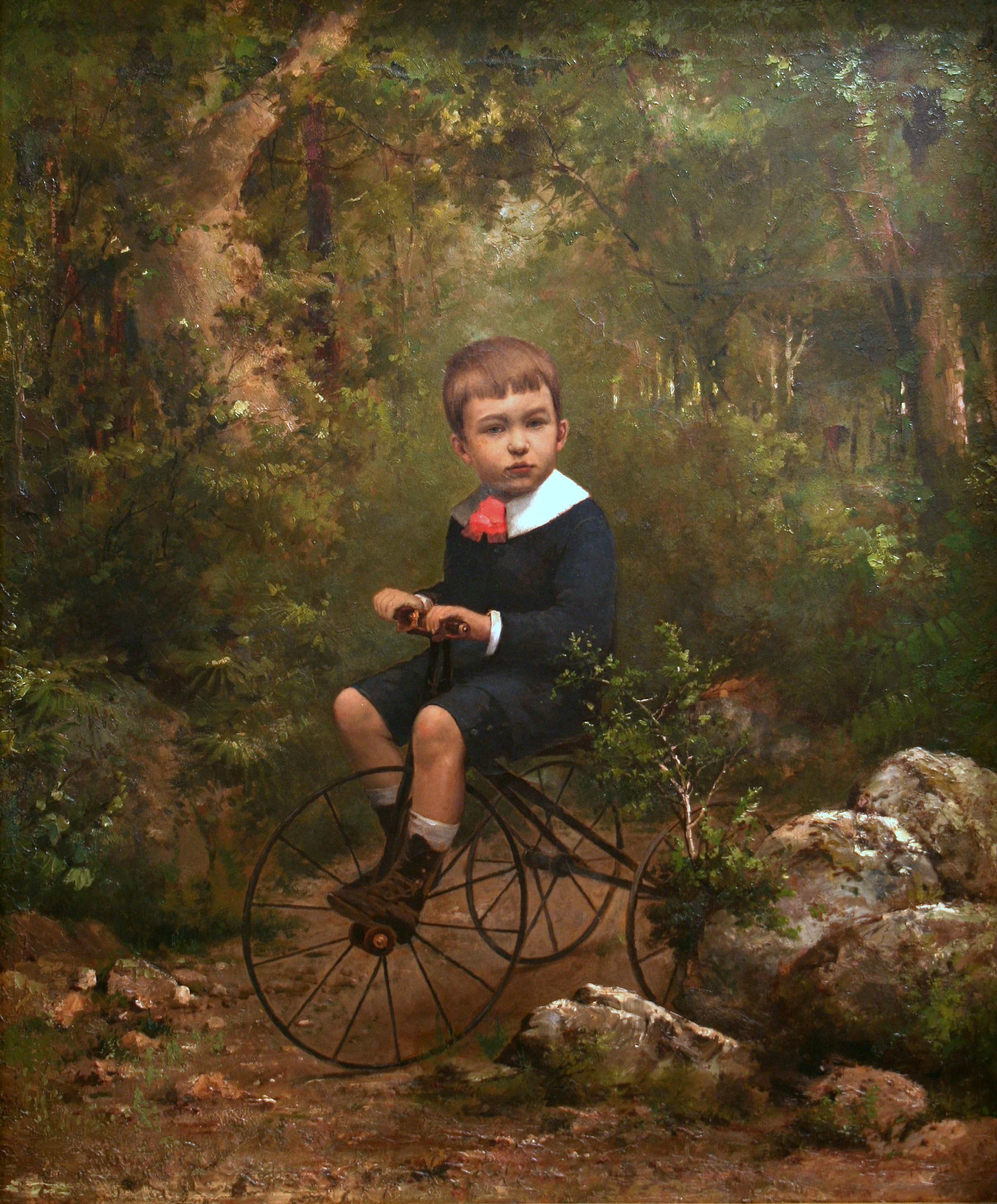
Portrait de Júlio Ferrez (vers 1885) Huile sur toile (65 cm x 54 cm)
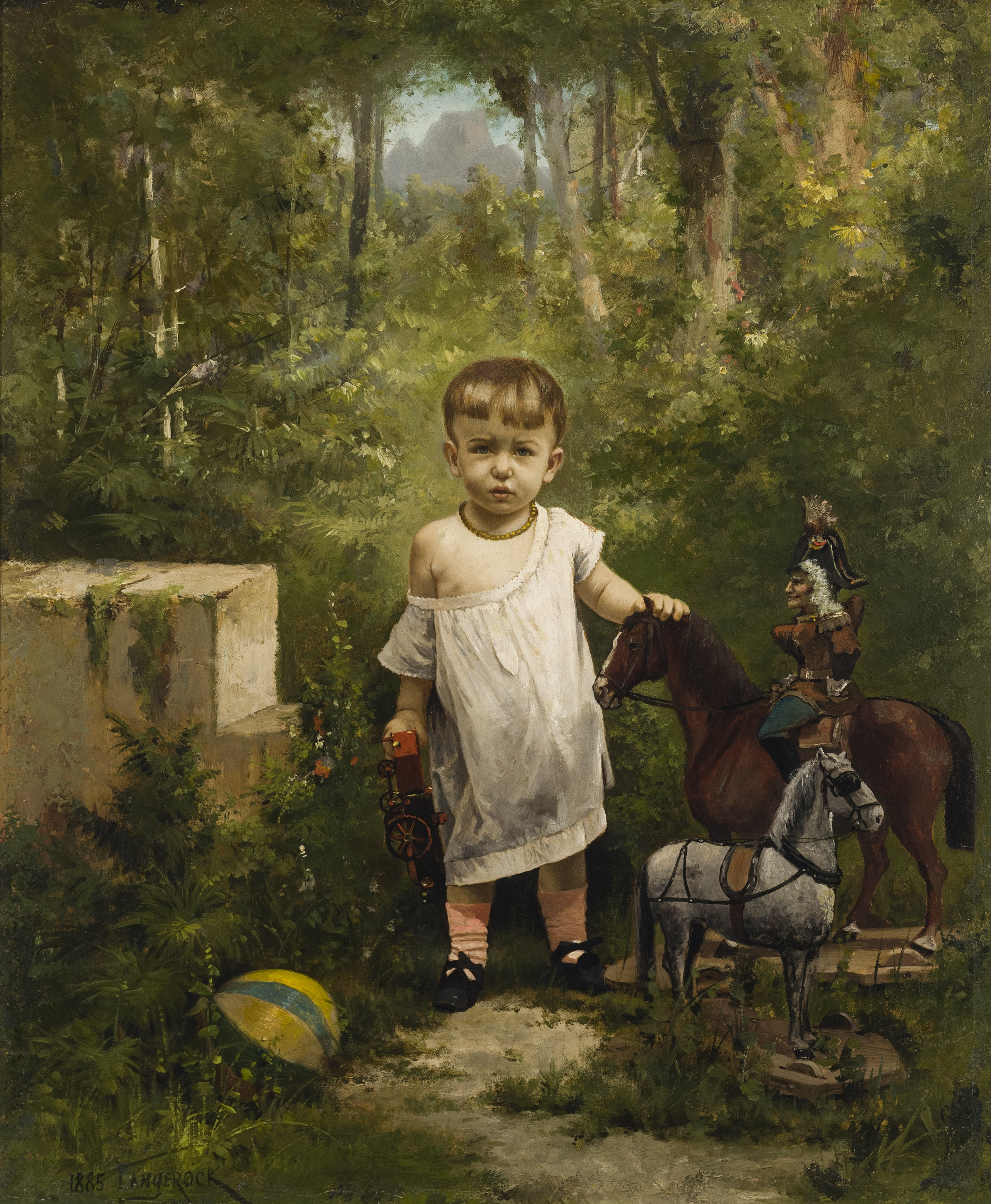
Portrait de Luciano Ferrez (vers 1885) Huile sur toile (65 cm x 54 cm)

- Collections privées XIXe siècle: Une baigneuse (New-York) ; La mare aux grenouilles (Cour de Russie) ; Un coup de soleil en forêt et Un intérieur en forêt (Comte de Verguière) ; Rivière sous bois ; Carrefour de l'Épine ; Dans la forêt de Fontainebleau ; Vieux moulin dans la Creuse ; Moulin en Hollande ; Lavoir en Sologne ; Gué des Grues ; Sous-bois dans l'Eure ; Plaine de Morbihan en automne ; Troisième jour de noces en forêt.
- Quelques ventes aux enchères publiques depuis 2000 : La ville d'Ouro Preto, Minas Gerais, Brésil (Huile sur toile, 1888, H. 1,12 m x L. 1,62 m, adjugée 46 100 livres chez Christie's à Londres le 26 septembre 2007) ; Vue du Corcovado, Rio de Janeiro (Huile sur toile, 1881, H. 1,12 m x L. 1,62 m, adjugée 31 000 euros salle Drouot à Paris le 20 juin 2011) ; Une rue à Rio de Janeiro (Huile sur toile, 1880, H. 32 cm x L. 55 cm, adjugée 42 000 euros le 24 mars 2002) ; Jeune femme à l'éventail dans une barque fleurie ; Villa orientale animée ; Crépuscule ; Paysage en automne animé d'un pêcheur au coucher de soleil ; Le modèle amoureux ; Le soir près d'Héliopolis.

Musée Carnavalet  (Paris) : Quelques portraits photographiques par Henri Langerock
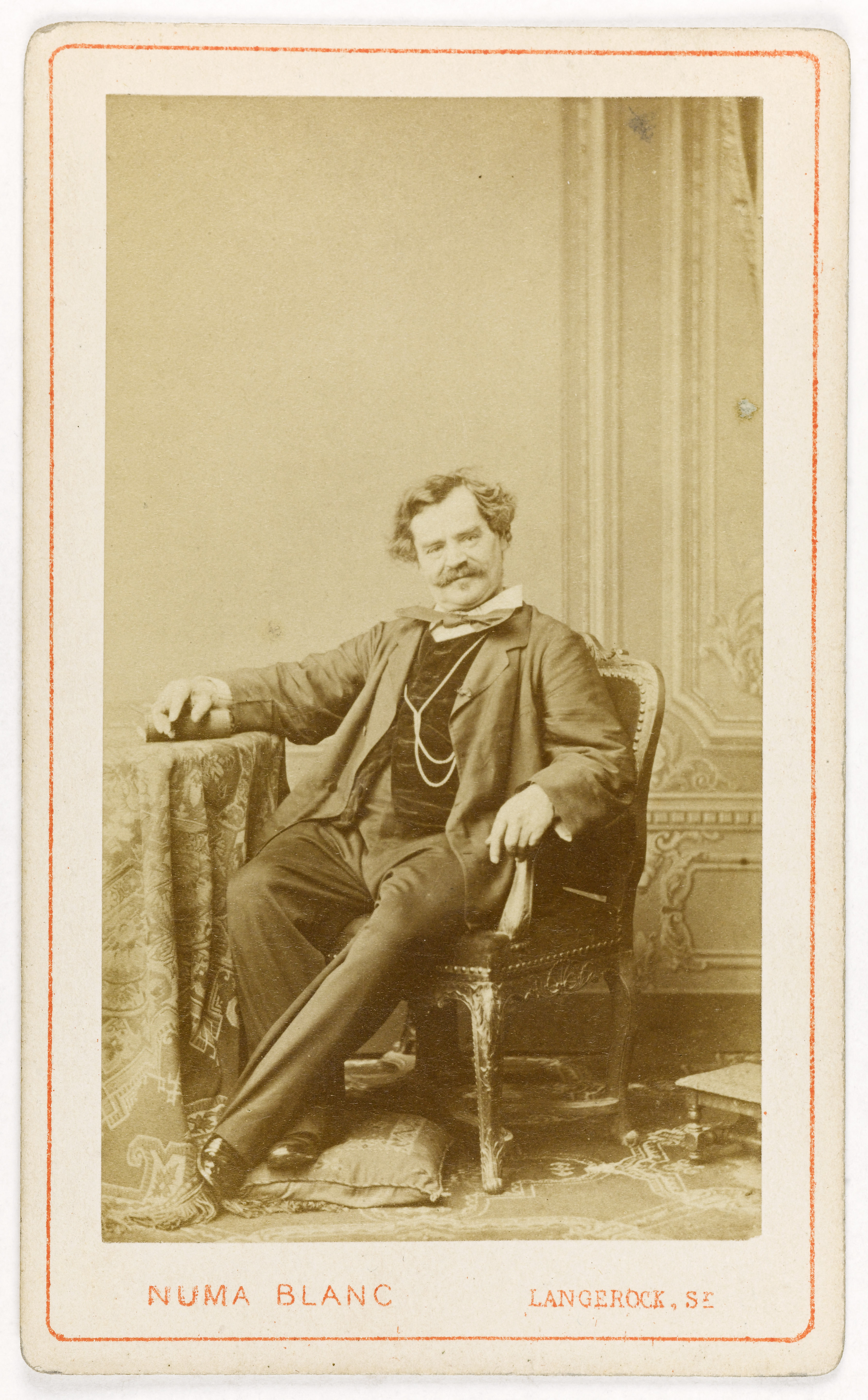
Timothée Trimm, écrivain (1815-1875)
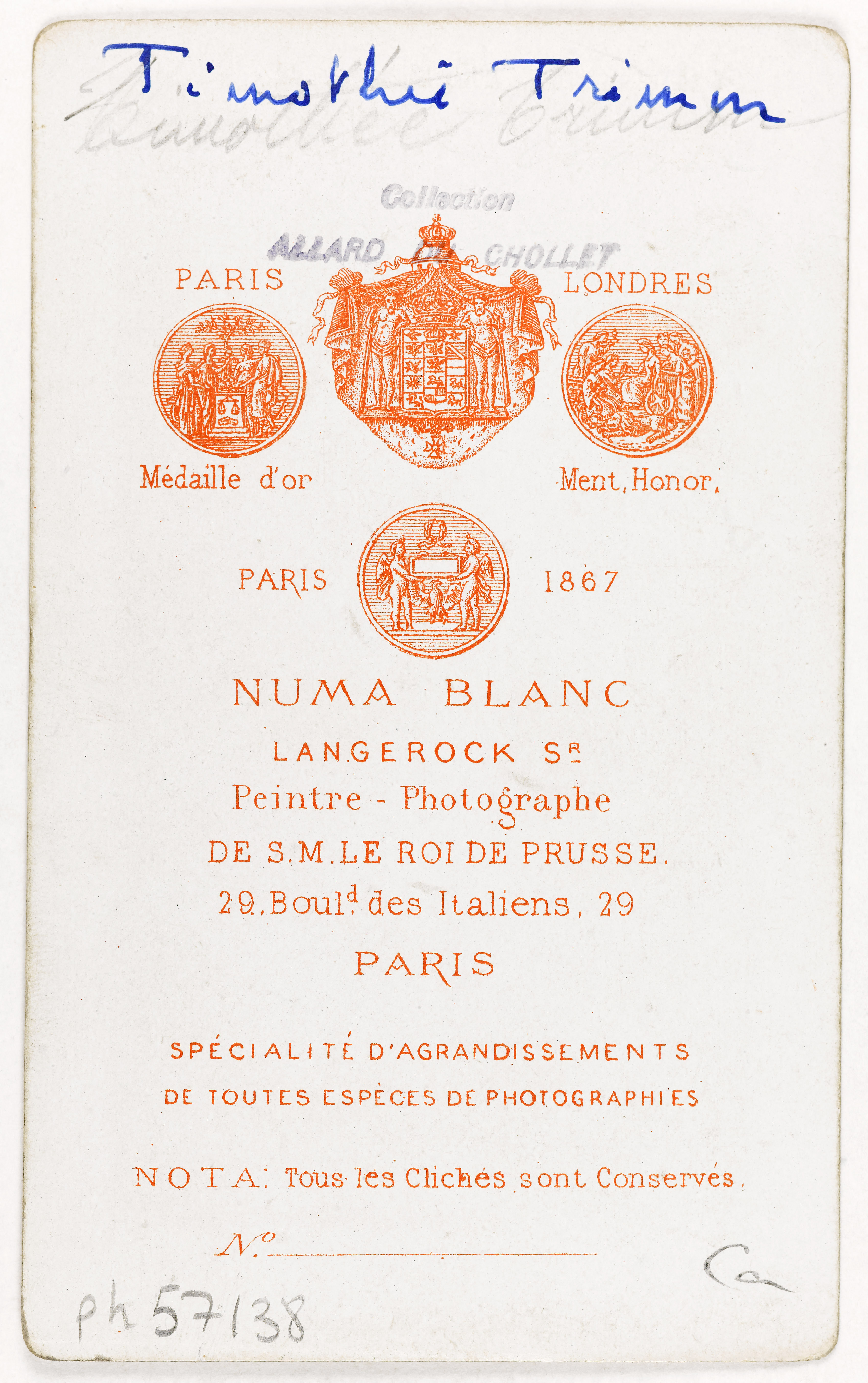
Verso  du tirage contrecollé sur carton
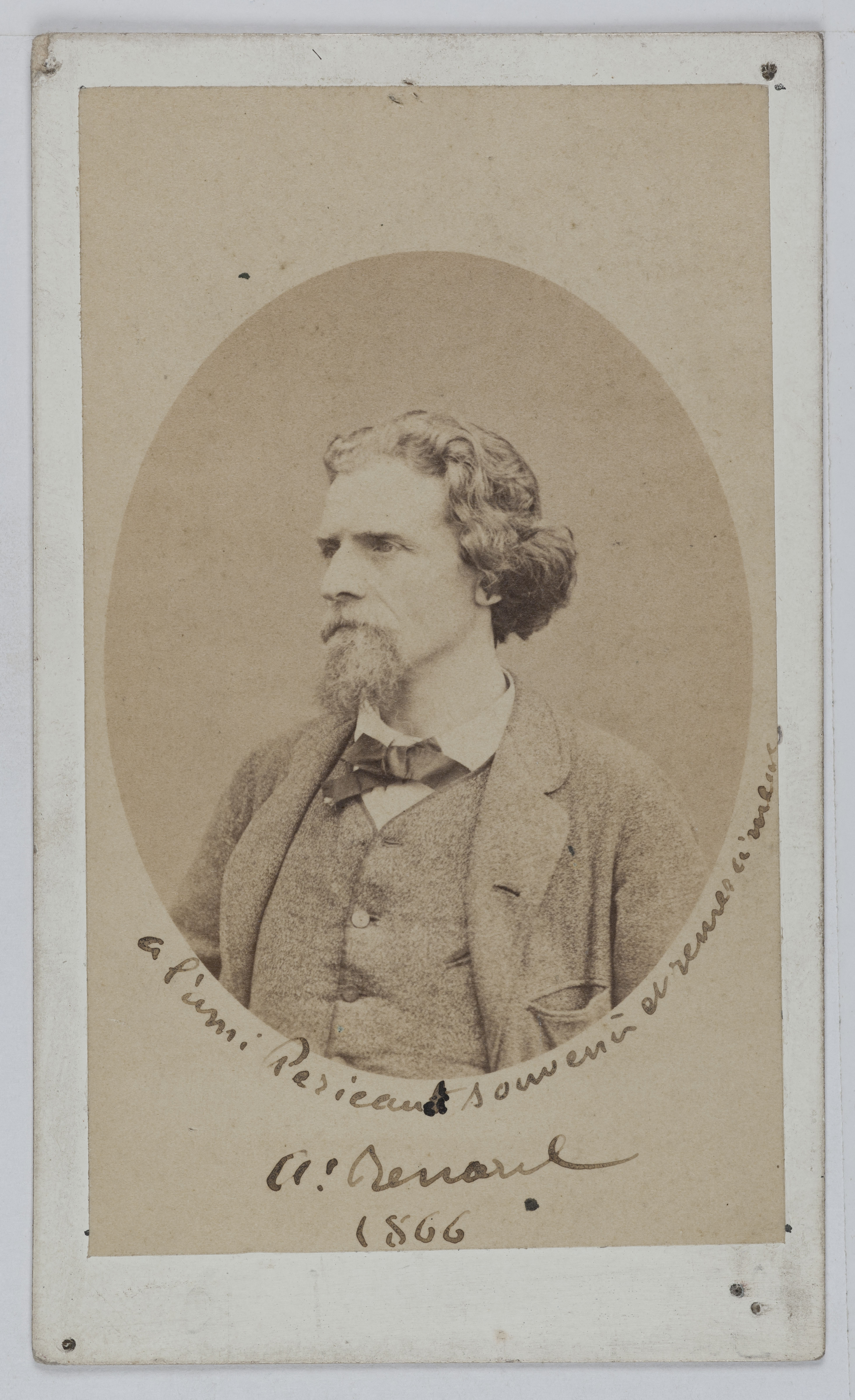
Antoine Renard, ténor d'opéra (1825-1872)
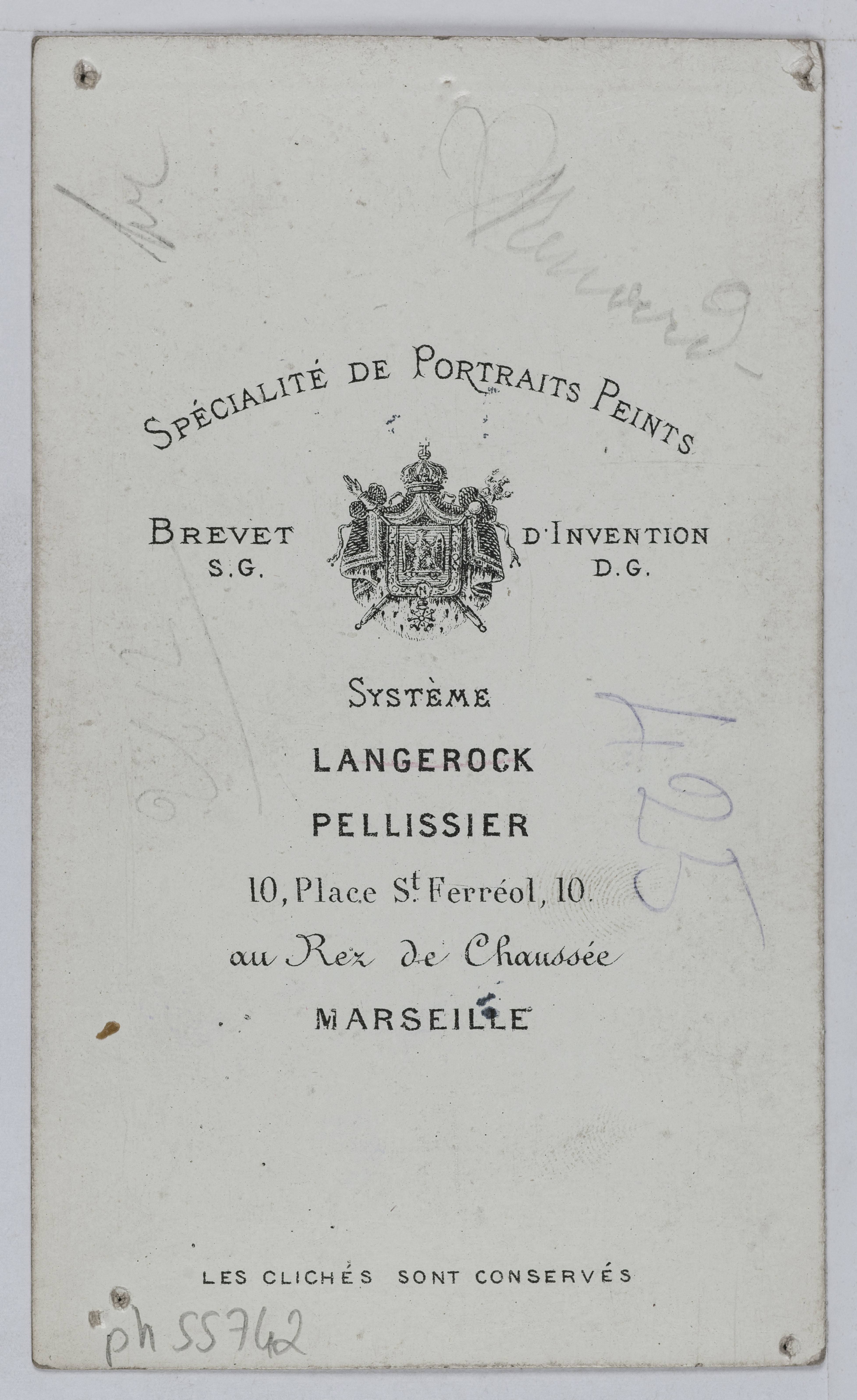
Verso du tirage contrecollé sur carton (1866)
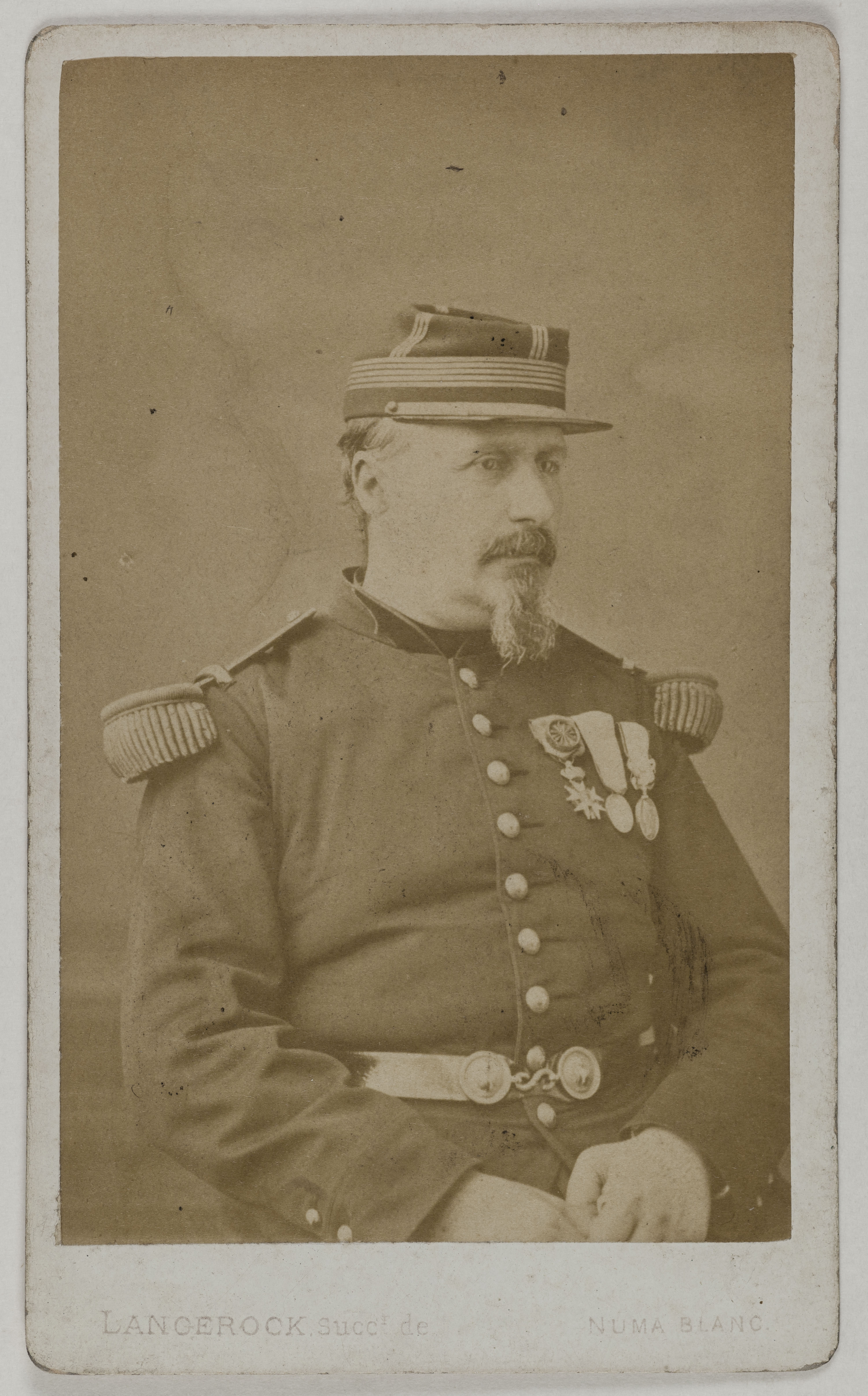
Colonel Aristide Denfert-Rochereau "Le Lion de Belfort" (1823-1878)
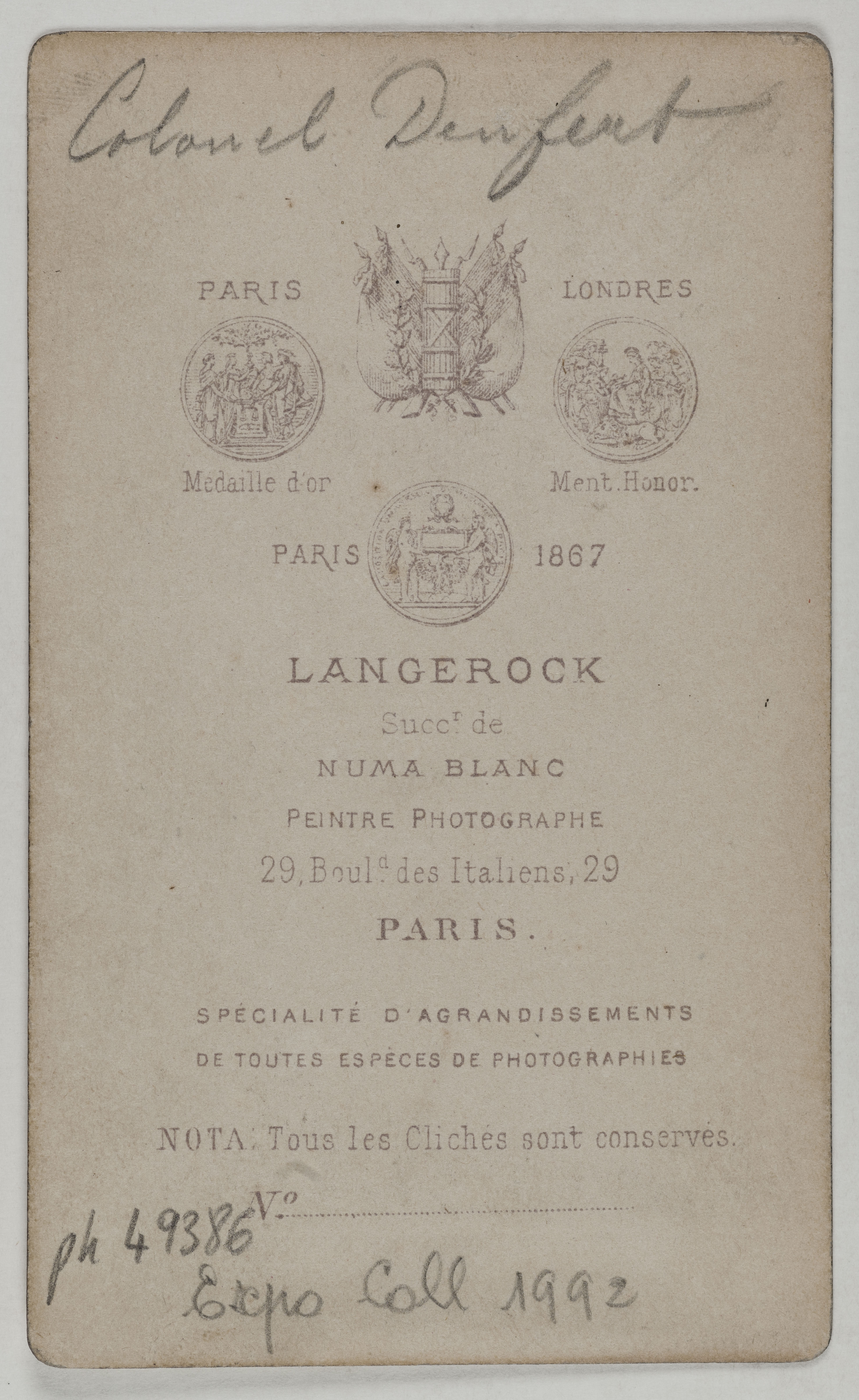
Verso  du tirage contrecollé sur carton